# Quem Eu Sou (canção)
"Quem Eu Sou" é uma canção gravada pela cantora e compositora brasileira Sandy, presente em seu primeiro álbum de estúdio em carreira solo, Manuscrito (2010). A canção foi lançada como o segundo single oficial do álbum em novembro de 2010.

## Recepção
Flávio Saturnino, da MTV, disse que a canção "Apresenta uma Sandy cheia de atitude, com guitarras e lembra facilmente um hit de ganhador de American Idol". Antonio Carlos Miguel, d'O Globo, descreveu a canção como um "pop-rock setentista".

## Divulgação
Sandy cantou a canção pela primeira vez no programa da Hebe em 19 de julho de 2010. No dia 24 de junho foi exibida a participação de Sandy no programa TV Xuxa, onde além de outras, Sandy cantou o novo single.

## Videoclipe
| |  |  |
| Audrey Hepburn (esquerda) e Amy Winehouse (direita) são duas das diversas personagens e personalidades incorporadas por Sandy no videoclipe de "Quem Eu Sou". |  |  |

Para compor o clipe, Sandy usou mais de vinte peças para se caracterizar – perucas, máscaras, acessórios – e até se vestiu de Amy Winehouse, com um look inspirado no que a cantora vestiu no VMA 2007. A cantora interpreta mais de 20 personagens no videoclipe, entre eles a já citada Winehouse e a personagem de Audrey Hepburn no filme Bonequinha de Luxo. O clipe de "Quem Eu Sou" foi gravado em Belo Horizonte, por cerca de 12 horas, e contou com direção de Conrado Almada.  O videoclipe foi lançado no dia 11 de janeiro de 2011 pelo canal oficial de Sandy no YouTube. No clipe, ela busca sua identidade, se caracterizando de mais de 20 personagens e personalidades.
Além das 12 horas de gravação e as vinte e quatro caracterizações da cantora, foram produzidas mais de 2.500 fotos do vídeo para o stop motion. Essa finalização teve como cenário um acervo que conta com mais de 100 mil objetos e levou uma semana para ser concluída.

## Desempenho nas tabelas musicais
| Paradas (2010)                            | Melhor posição |
| ----------------------------------------- | -------------- |
| Brasil — Billboard Hot 100 Airplay        | 48             |
| Brasil — Billboard Popular Hot Songs      | 20             |
| Brasil — Billboard Hot Regional São Paulo | 8              |

## Histórico de lançamento
| País   | Data                   | Formato            |
| ------ | ---------------------- | ------------------ |
| Brasil | 29 de julho de 2010    | single promocional |
| Brasil | 20 de novembro de 2010 | Airplay            |

## Prêmios e indicações

### Prêmio Multishow de Música Brasileira
| Ano  | Recipiente    | Categoria         | Resultado |
| ---- | ------------- | ----------------- | --------- |
| 2011 | "Quem Eu Sou" | Melhor Videoclipe | Indicado  |